# Behörde für Finanzen und Bezirke

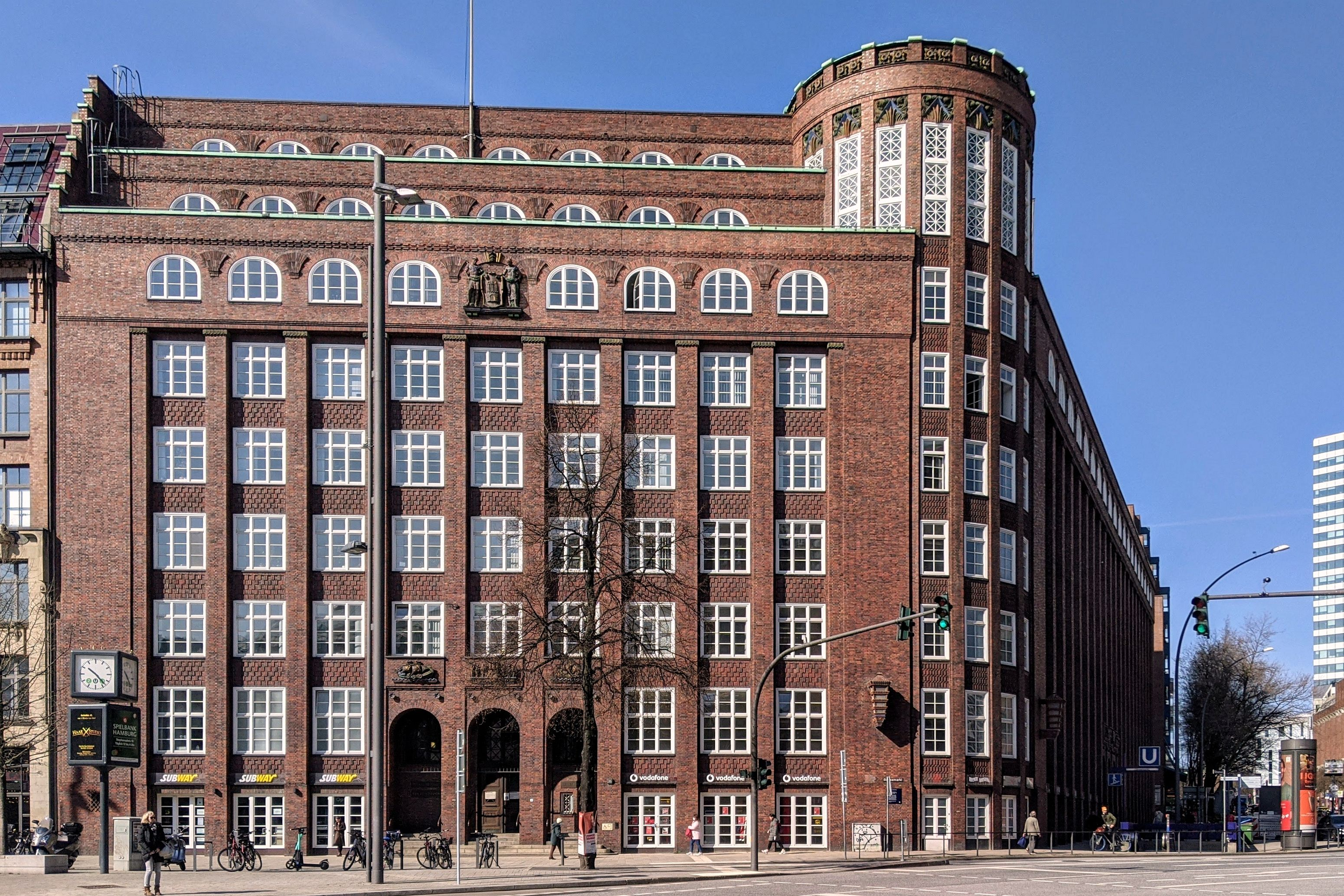
Dienstgebäude am Gänsemarkt, erbaut nach Plänen des Architekten Fritz Schumacher in den Jahren 1918 bis 1926

Die Behörde für Finanzen und Bezirke (in der Abkürzung Finanzbehörde oder BFB) ist eine von elf Fachbehörden des Senats der Freien und Hansestadt Hamburg und zuständig für die Finanzpolitik der Freien- und Hansestadt. Die Behörde hat ihren Sitz vorübergehend (für die Dauer der Sanierung des eigenen Dienstgebäudes) am Adolphsplatz 3–5 in Hamburg-Neustadt.
Derzeitiger Finanz- und Bezirkssenator und Präses der Behörde für Finanzen und Bezirke ist seit 28. März 2018 Andreas Dressel (SPD). Finanzstaatsrätin ist Bettina Lentz (SPD), Bezirksstaatsrat ist Alexander von Vogel (Grüne).

## Geschichte

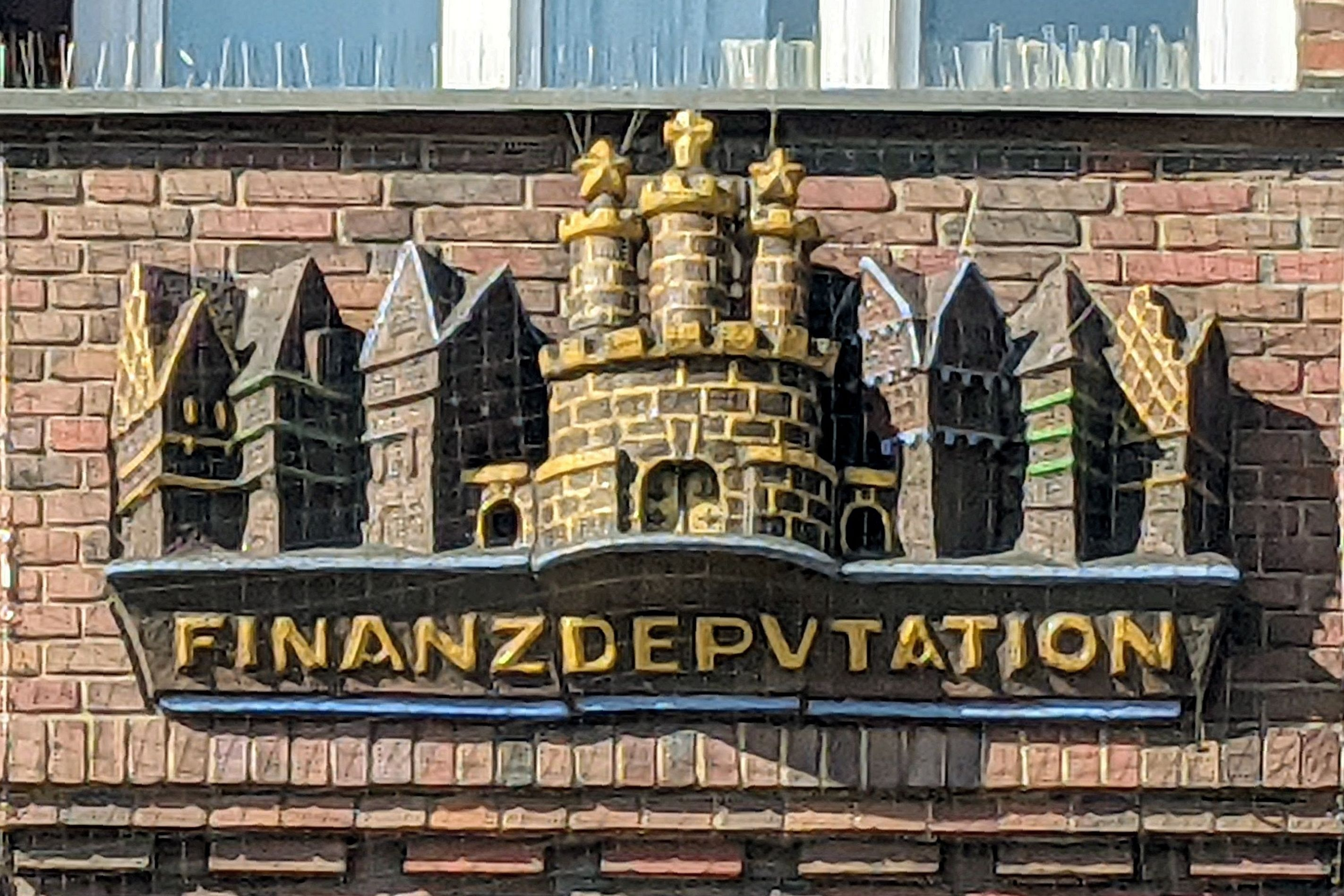
Bauschmuck von Richard Kuöhl über dem Eingang Gänsemarkt

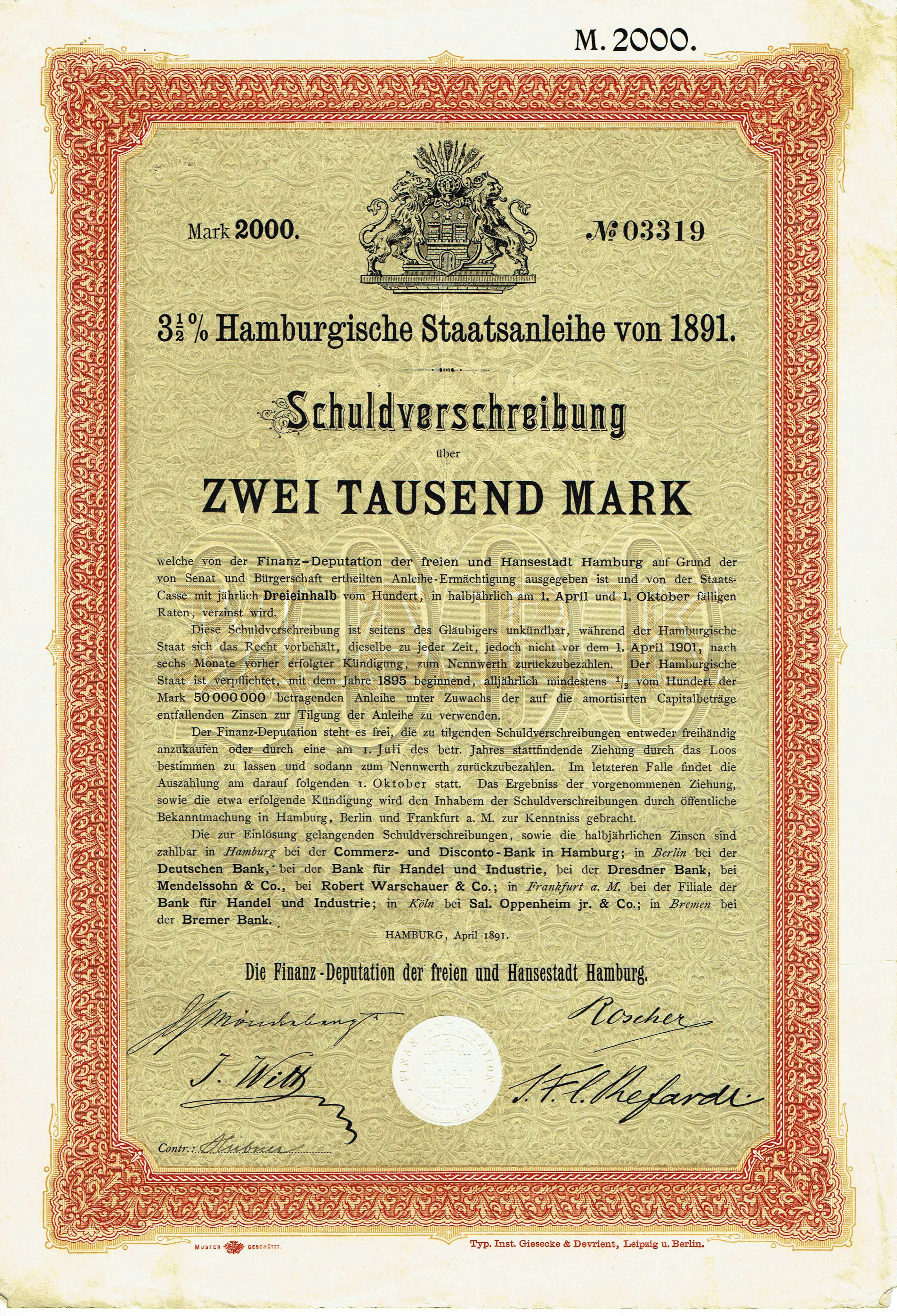
Schuldverschreibung über 2000 Mark der „Finanz-Deputation der freien und Hansestadt Hamburg“ vom April 1891

Die Finanzbehörde ist eine der ältesten Behörden Hamburgs, deren Geschichte bis ins Mittelalter zurückreicht. Bereits im 13. Jahrhundert sind erstmals zwei Mitglieder des Rates als Kämmerei-Herren urkundlich belegt, die neben der „Stadtlade“ (latula civitatis) und dem „Schatzkasten“ (cista camerariorum) damals auch für das städtische Bauwesen zuständig waren. Im „Kämmerei-Rezess“ von 1563 ging die Gewalt über die städtischen Finanzen vom Rat auf ein gewähltes Bürgergremium über, dem aus jedem Kirchspiel zwei „Kämmerei-Bürger“ angehörten. Seit dem 17. Jahrhundert durften diese auch den Kämmerei-Schreiber wählen, außerdem mussten alle Verträge und Ernennungen seitdem durch die Kämmerei bewilligt und ausgefertigt werden.
Nach dem Ende der Franzosenzeit wurden 1814 im Zuge einer Neuordnung des städtischen Finanzwesens neben der Kämmerei weitere Deputationen gebildet, unter anderem die Schulden-Administrations-Deputation, die Zoll- und Accise-Deputation, die Stempel-Deputation, das Zehnten-Amt sowie eine Revisions-Kommission als Vorläuferin des heutigen Rechnungshofes.
Nach Inkrafttreten der neuen Verfassung im Jahre 1860 wurde die bisherige Kämmerei in die Finanzdeputation umgewandelt. Zu den zehn bisherigen Deputierten kamen 1863 drei Senatsmitglieder hinzu, von denen einer fortan als Präses fungiert. Außerdem übernahm die Finanzdeputation in der Folgezeit nach und nach die Aufgaben der anderen Deputationen, zuletzt 1920 auch die der Steuer-Deputation sowie der Deputation für indirekte Steuern und Abgaben.
In der Zeit des Nationalsozialismus wurde die Finanzdeputation mehrfach umbenannt in „Hamburgische Finanzverwaltung“, „Hamburgische Finanzbehörde“ und zuletzt wieder in „Kämmerei“. Nach Kriegsende erfolgte 1947 schließlich die Umbenennung in Finanzbehörde.
Ihren Sitz hatte die Kämmerei ursprünglich im alten Rathaus an der Trostbrücke. Nachdem dieses 1842 dem Großen Stadtbrand zum Opfer gefallen war, wurde die Kämmerei vorübergehend im ehemaligen Waisenhaus in der Admiralitätstraße untergebracht, ehe sie 1897 ins neu erbaute Hamburger Rathaus umziehen konnte. Seit 1926 residiert die Behörde schließlich in ihrem heutigen, von Fritz Schumacher erbauten Dienstgebäude am Gänsemarkt. Nachdem das Grundstück 2006 im Zuge des „Projekts Immobilienmobilisierung“ (Primo) zusammen mit zahlreichen anderen Immobilien der Stadt privatisiert worden war, um Einnahmen zu generieren, erwarb die Stadt das Grundstück im April 2023 zurück.
Im Rahmen der Senatsbildung  Tschentscher III 2025 erhielt die bisherige Finanzbehörde die Bezeichnung Behörde für Finanzen und Bezirke.
Übersicht über den Behördenzuschnitt seit ihrer Gründung 1947:
| Zeitraum         | Bezeichnung                      |
| ---------------- | -------------------------------- |
| 1947 – Juni 2025 | Finanzbehörde                    |
| ab Juli 2025     | Behörde für Finanzen und Bezirke |

## Organisation
Die Behörde gliedert sich in eine Präsidialabteilung, in Stabstellen und acht Fachämter. Die acht Fachämter entsprechen in ihrer Funktion den Abteilungen anderer Landesministerien und gliedern sich in folgende Bereiche:
- Amt 1: Interner Service und Steuerung,
- Amt 2: Haushalt und Aufgabenplanung,
- Amt 3: Beteiligungsmanagement,
- Amt 4: Hamburgweite Dienste und Organisation,
- Amt 5: Steuerverwaltung,
- Amt 6: Bezirksverwaltung,
- Amt 7: DIT/BA (vormals Stabstelle Digitalisierung und IT der Bezirksämter) und
- Amt:   Hamburg Service.

Der Behörde für Finanzen und Bezirke sind folgende nachgeordnete Einrichtungen zu geordnet:
- Norddeutsche Akademie für Finanzen und Steuerrecht (NoA),
- Landesbetrieb Immobilienmanagement und Grundvermögen (LIG),
- Landesbetrieb Kasse.Hamburg (K.HH),
- Finanz Service Agentur AöR (FSA),
- Landesbetrieb Hamburgische Münze,
- Landesbetrieb Gebäudereinigung Hamburg (LGH),
- Landesbetrieb Schulbau Hamburg (SBH).

## Dienstsitz
Die Behörde hat seit 1926 ihren Stammsitz am Gänsemarkt 36 in Hamburg-Neustadt. Aufgrund von umfangreichen Sanierungsmaßnahmen am ihrem Stammsitz, hat die Finanzbehörde im März 2025 ihren Standort gewechselt. Die Sanierungsarbeiten haben im April 2025 begonnen und sollen bis zum ersten Halbjahr 2028 abgeschlossen sein. Die Sanierungskosten sollen sich auf rund 95,7 Millionen Euro belaufen. Als Interims-Dienstsitz fungiert die ehemalige Haspa-Zentrale am Adolphsplatz.